# Rennrodel-Weltcup 1979/80
Der 3. Rennrodel-Weltcup 1979/80 begann am 6. Dezember 1979 auf der Bahn im österreichischen Igls und endete am 9. März 1980 auf der Kombinierten Kunsteisbahn am Königssee. Absoluter Saisonhöhepunkt waren die Rennrodel-Wettbewerbe bei den Olympischen Winterspielen 1980 in Lake Placid. Darüber hinaus fanden auch noch Rennrodel-Europameisterschaften im italienischen Olang  statt.
Gesamtweltcupsieger wurde bei den Frauen Angelika Schafferer aus Österreich, bei den Männern Ernst Haspinger aus Italien sowie bei den Doppelsitzern das österreichische Duo Günther Lemmerer/Reinhold Sulzbacher.

## Weltcupergebnisse
| Disziplin                              | Sieger                               | Zweiter                              | Dritter                       |
| -------------------------------------- | ------------------------------------ | ------------------------------------ | ----------------------------- |
| Igls (6. bis 7. Dezember 1979)         |                                      |                                      |                               |
| Damen – Einsitzer                      | Monika Auer                          | Angelika Schafferer                  | Christine Brunner             |
| Herren – Einsitzer                     | Ernst Haspinger                      | Karl Brunner                         | Georg Fluckinger              |
| Herren – Doppelsitzer                  | Georg Fluckinger Karl Schrott        | Günther Lemmerer Reinhold Sulzbacher | Peter Gschnitzer Karl Brunner |
| Imst (13. Januar 1980)                 |                                      |                                      |                               |
| Damen – Einsitzer                      | Bettina Schmidt                      | Angelika Schafferer                  | Roswitha Stenzel              |
| Herren – Einsitzer                     | Hans Rinn                            | Karl Brunner                         | Albert Graf                   |
| Herren – Doppelsitzer                  | Günther Lemmerer Reinhold Sulzbacher | Georg Fluckinger Karl Schrott        | Anton Winkler Anton Wembacher |
| Hammarstrand (26. bis 27. Januar 1980) |                                      |                                      |                               |
| Damen – Einsitzer                      | Ute Weiß                             | Heike Popel                          | Eleonora Tscherenisina        |
| Herren – Einsitzer                     | Stefan Kjernholm                     | Jörg Hoffmann                        | Helmut Brunner                |
| Herren – Doppelsitzer                  | Günther Lemmerer Reinhold Sulzbacher | Stefan Kjernholm Kenneth Holm        | Schweden Finn Sollen          |
| Königssee (9. März 1980)               |                                      |                                      |                               |
| Damen – Einsitzer                      | Angelika Schafferer Melitta Sollmann |                                      | Ilona Brand                   |
| Herren – Einsitzer                     | Ernst Haspinger                      | Paul Hildgartner                     | Michael Walter                |
| Herren – Doppelsitzer                  | Peter Gschnitzer Karl Brunner        | Hans Stanggassinger Franz Wembacher  | Georg Fluckinger Karl Schrott |

## Weltcupstände

### Frauen
| Rang | Rodlerin            | Land       |
| ---- | ------------------- | ---------- |
| 1.   | Angelika Schafferer | Österreich |
| 2.   | Bettina Schmidt     | DDR        |
| 3.   | Christine Brunner   | Österreich |
| 4.   | Annefried Göllner   | Österreich |
| 5.   | Mária Jasenčáková   | Tschechien |
| 6.   | Marie-Luise Rainer  | Italien    |

### Männer
| Rang | Rodler              | Land       |
| ---- | ------------------- | ---------- |
| 01.  | Ernst Haspinger     | Italien    |
| 02.  | Karl Brunner        | Italien    |
| 03.  | Georg Fluckinger    | Österreich |
| 04.  | Michael Walter      | DDR        |
| 05.  | Hans Rinn           | DDR        |
| 06.  | Franz Wilhelmer     | Österreich |
| 06.  | Gerhard Sandbichler | Österreich |

### Doppelsitzer
| Rang | Duo                                  | Land       |
| ---- | ------------------------------------ | ---------- |
| 01.  | Günther Lemmerer/Reinhold Sulzbacher | Österreich |
| 02.  | Georg Fluckinger/Karl Schrott        | Österreich |
| 03.  | Peter Gschnitzer/Karl Brunner        | Italien    |
| 04.  | Stefan Kjernholm/Kenneth Holm        | Schweden   |
| 05.  | Anton Winkler/Anton Wembacher        | BRD        |
| 06.  | Jindřich Zeman/Vladimír Resl         | Tschechien |
| 06.  | Hans Brandner/Balthasar Schwarm      | BRD        |